# Endiandra havelii
Endiandra havelii är en lagerväxtart som beskrevs av André Joseph Guillaume Henri Kostermans. Endiandra havelii ingår i släktet Endiandra och familjen lagerväxter. Inga underarter finns listade i Catalogue of Life.